# 梵蒂岡政治
梵蒂岡城國是一個神權君主政體。天主教會的最高領導人教宗是國家元首，並對梵蒂岡行使當然最高立法、行政和司法權，這是較為罕見的非继承式君主制:1§1。
教宗是在前一任的教宗逝世或辭職之後由僅限於80歲以下的所有樞機召開的選舉秘密會議而產生的。會議在西斯汀小堂舉行，並在小堂大門被鎖上後開始投票。他們需要在這個已經上鎖的房間裡繼續投票直到有人取得選舉人最少三分之二的多數票而成為新教宗為止。樞機團團長會請求新教宗選擇他的名號，教宗穿著教宗袍，樞機在聖伯多祿大殿的中央陽台上向所有人說：「Annuntio vobis gaudium magnum: habemus papam」（我向你們宣布一件非常高興的事情：我們有教宗了！）。梵蒂岡城國是在1929年通過聖座和義大利之間的《拉特朗條約》創立的。作為天主教的“中央政府”，聖座具有主權，允許它作為國家遞交或接受外交代表締結條約。它與179個國家有正式的外交關係。就梵蒂岡而言，它被國際普遍承認為主權領土。與聖座不同，梵蒂岡不接受或派遣外交代表，聖座代表其參與大部分國際事務。

## 管理

梵蒂岡城國旗幟

梵蒂岡幾乎和二元君主制國家相同，政府的行政、立法與司法權力都由教宗掌握，教宗通常將內部權力授予給不同的機關或官員。依據《梵蒂岡》規定：
教宗對梵蒂岡城國有充分的立法、行政及司法權。:1§1

教宗將國家的立法授權交給梵蒂岡城之宗座梵蒂岡城國委員會。該委員會於1939年由教宗庇護十二世建立，由教宗任命的7名樞機組成，任期五年。委員會通過的法律必須經過國務樞機卿批准後才能公布並生效。委員會主席，為教宗代表國家行使權力。主席由秘書長和副秘書長協助，這些官員都由教宗任命。委員會主席的行動必須得到委員會的批准才能施行。各部廳向省交辦處理通信、內部安全、消防、梵蒂岡博物館等問題，梵蒂岡憲兵是國家的安全和警察部隊，而不是的宗座瑞士近衛隊。

## 行政

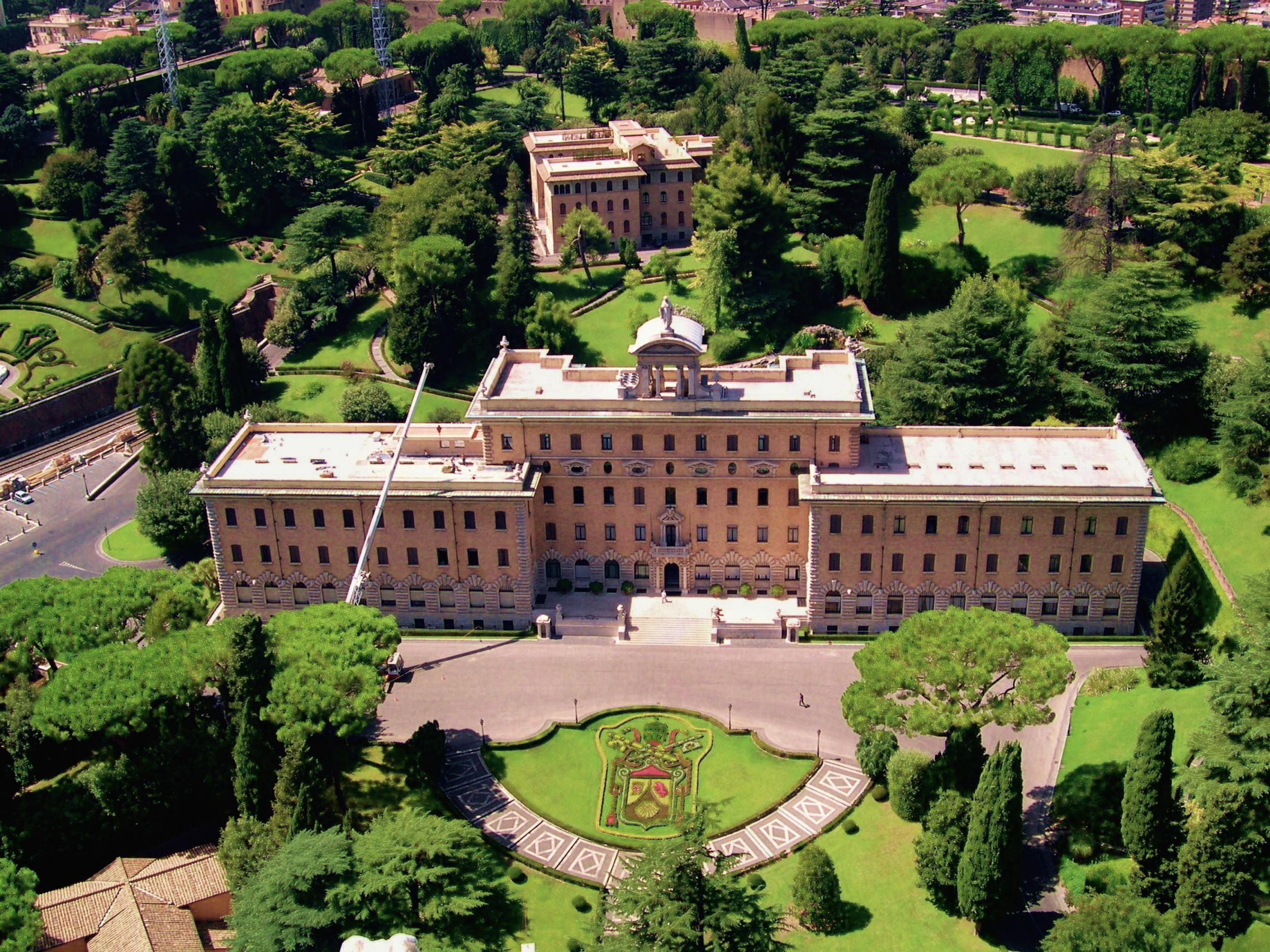
梵蒂岡行政宮

教宗是梵蒂岡城國的主要掌權者，教宗會把行政權託給宗座梵蒂岡城國委員會主席，即為政府首腦。委員會主席向主要日常諮詢機構報告所有重要事項，並就所有事項徵求意見。因此聖座國務院並不被視為對這些事件負責，並且國務樞機卿也不被視為梵蒂岡城國或羅馬教廷各個部門的領導。委員會主席的任期為五年，但教宗可以隨時將他罷免。
梵蒂岡城國是歐洲郵電管理委員會、國際穀物理事會、國際電信聯盟及萬國郵政聯盟的成員。與其他國家沒有直接的外交關係，對外關係由聖座負責管理。

## 立法機關
由教宗授權的宗座梵蒂岡城國委員會為立法部門，負責制定新法和政策。委員會通過的法律和政策在生效之前必須得到教宗的批准。:3§1:4§3委員會委員在起草立法方面給予協商。:13§1

## 司法
梵蒂岡城國的法律體系與義大利完全不同，

梵蒂岡城國印信

法院在一年之內審理了640起民事案件及226起的刑事案件。刑事案件通常是偷竊、搶劫等輕微罪嫌所引起。由於聖伯多祿廣場是義大利警察所巡邏，因此在該地犯罪者可能會由義大利當局逮捕和審判。
根據《拉特朗條約》的第22條規定，義大利將依照聖座的請求來懲罰在梵蒂岡境內犯罪的人，如果該人在義大利領土避難，義大利當局將進行追究。相反的，如果在義大利犯罪者於梵蒂岡境內避難，該人將交由義大利警察處理。
梵蒂岡城國沒有監獄。除了一些審前的拘留之外，在梵蒂岡犯罪的人都會在義大利的監獄服刑（義大利語：Polizia Penitenziaria），費用由梵蒂岡負擔。